# Jean-Marie Balestre

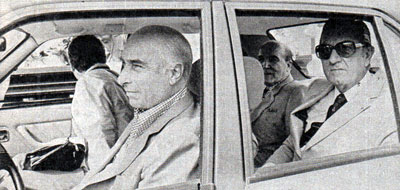
Fahrer Juan Manuel Fangio, Jean-Marie Balestre mit Sonnenbrille, Großer Preis von Argentinien 1981

Jean-Marie Balestre (* 9. April 1921 in Saint-Rémy-de-Provence; † 27. März 2008 in Saint-Cloud) war ein französischer Sportfunktionär. Zwischen 1978 und 1996 fungierte er als Präsident verschiedener Automobil-Verbände, darunter FIA, FFSA und FISA.

## Leben
Bereits Ende der 1930er Jahre war Balestre Jungsozialist, Mitglied der Ligue Internationale Contre le Racisme et l’Antisémitisme, schrieb für deren Blatt, und für Sportzeitschriften. Seine Rolle im besetzten Vichy-Frankreich, in das er zusammen mit anderen LICA-Mitgliedern 1940 zurückkehrte, wurde nie ganz geklärt. Er trug eine deutsche SS-Uniform und war mit einem anderen Ex-Jungsozialisten, Robert Hersant, politisch aktiv. Balestre habe sich zur Kollaboration verpflichtet aber nie aufgehört Kontakte zur Résistance aufrechtzuerhalten. Im Mai 1944 wurde er zusammen mit etwa 30 anderen Personen wegen Planung eines Angriffs auf das Ersatzkommando der Waffen-SS von den Deutschen festgenommen. Am 17. August 1944 wurde er nach Deutschland überstellt und war in den SS-Gefängnissen Danzig-Matzkau sowie Hersbruck-Förrenbach interniert. Im April 1945 wurde Balestre von den Amerikanern freigelassen und am 16. Mai 1945 von der Pariser Polizei verhaftet. Sein Fall wurde im September 1947 ohne weitere Maßnahmen eingestellt, er profitierte von Zeugenaussagen zweier Widerstandskämpfer.
Mit Hersant, der als Kollaborateur verurteilt und begnadigt worden war und Unternehmer, Presse-Herausgeber und Politiker (MdEP) wurde, verlegte Balestre ab 1950 die erfolgreiche französische Automobilzeitschrift L’Auto-Journal. Balestre war Mitbegründer des französischen Motorsportverbandes Fédération française du sport automobile (FFSA) im Jahr 1952 und wurde 1961 der erste Präsident der Commission Internationale de Karting (CIK) des Internationalen Automobilverbandes FIA.

## Präsident der CSI, FISA, FIA
Balestre wurde 1973 zum Präsidenten des FFSA und 1978 zum Präsidenten der Commission Sportive Internationale (CSI) der FIA gewählt, die er zu Beginn seiner Amtszeit in die Fédération Internationale du Sport Automobile (FISA) umwandelte.
Zwischen 1980 und 1982 rang er im FISA-FOCA-Krieg mit Bernie Ecclestone um Einnahmen, Regelauslegung und Kontrolle der Formel 1. Die englischen Privatteams innerhalb der gemeinsamen Interessenvertretung der Formel-1-Rennställe (FOCA) waren mit dem seit 15 Jahren verfügbaren Cosworth-V8-Saugmotor unterwegs, während die Automobilwerke Renault, Ferrari und Alfa Romeo aufwendige Turbomotoren in die Formel 1 brachten und damit ab 1982 deutlich im Vorteil waren. Die Streitigkeiten wurden erst durch einen von Enzo Ferrari eingebrachten Kompromiss beigelegt, dem Concorde Agreement. 1986 wurde Balestre Präsident der FIA und blieb gleichzeitig Präsident der FISA.
Während seiner Präsidentschaft bei der FIA drang Balestre unter anderem auf Einführung strenger Crashtests für die Rennwagen der Formel 1, um den Sport sicherer zu machen. Zudem war er für die Abschaffung der Turbomotoren in der Formel 1 verantwortlich. Im Rennzirkus wuchs die Unzufriedenheit über seinen Führungsstil, nachdem es beim Großen Preis von Japan 1989 zwischen den beiden WM-Rivalen Alain Prost und Ayrton Senna zu einer Kollision gekommen war, in Folge derer Senna disqualifiziert und nach Kritik an Balestre für sechs Monate gesperrt worden war und Balestres Landsmann Prost den WM-Titel gewonnen hatte. Beim Japanischen Grand Prix der Folgesaison kam es erneut zu einer Kollision zwischen Senna und Prost, wodurch diesmal Senna Weltmeister wurde.
Dies führte zur Entscheidung von Max Mosley, 1991 für die FISA-Präsidentschaft zu kandidieren. Die Wahl ging mit 43 zu 29 Stimmen zu Gunsten Mosleys aus. Aufgrund einer drohenden Niederlage bei der Wiederwahl zur FIA-Präsidentschaft 1993 entschied sich Balestre zum freiwilligen Rücktritt. Er blieb jedoch bis Ende 1996 Präsident der FFSA. Jahre später, nachdem er die Präsidentschaft der FIA niedergelegt hatte und Senna tot war, gab Balestre laut brasilianischen Berichten zu, 1989 zugunsten von Prost gehandelt zu haben.
Jean-Marie Balestre starb im März 2008 im Alter von 86 Jahren.